# 贝丁·图穆
图穆（Bertin Tomou，1978年8月8日—），出生于喀麥隆巴富薩姆，是喀麥隆职业足球运动员，现为罗斯勒及喀麥隆前锋。

## 足球生涯
图穆出道於PWD Bamenda，1997年他東行到亞洲，首先到韩国加盟浦项制铁，1998年到中国加盟甲A联赛球队深圳平安，2000年离开深圳，先后效力过云南红塔、广州香雪、浙江绿城和厦门蓝狮等中国联赛球队，其中图穆在2001年效力广州香雪，表现十分出色，在7场比赛攻进8球，广州队在甲B倒数第二轮与上海中远的冲A关键之战中因裁判问题败北，赛后图穆作出数人民币的动作而被中国足协停赛8场。
2002赛季一度没有中国球队愿意签下联赛前7轮停赛的图穆，图穆最终还是加盟了浙江绿城，图穆在浙江队效力了3个赛季，出场56次攻进26球。
他在2004年開始入選國家隊，图穆还随喀麦隆队参加了2006年世界杯非洲区预选赛。
2006年，他离开中国到歐洲效力法乙球隊比斯特，随后又在多支比利时联赛球队效力，图穆先在莫斯克倫效力2个赛季，在38场比赛中攻进15球，2008年转会到比利时顶级联赛球維斯特羅队。在2010年的冬季转会中加盟罗斯勒。

## 外部連結
- national-football-teams.com （页面存档备份，存于）
- excelsior.be